# Oncella
Oncella es un género  con cuatro especies de arbustos pertenecientes a la familia Loranthaceae. Es originario de  África.

## Taxonomía
El género fue descrito por Philippe Édouard Léon Van Tieghem y publicado en Bulletin de la Société Botanique de France  42: 251 en el año 1895. La especie tipo es Oncella ambigua (Engl.) Tiegh.

## Especies aceptadas
A continuación se brinda un listado de las especies del género Oncella aceptadas hasta noviembre de 2014, ordenadas alfabéticamente. Para cada una se indica el nombre binomial seguido del autor, abreviado según las convenciones y usos.	
- Oncella ambigua (Engl.) Tiegh.
- Oncella curviramea (Engl.) Danser
- Oncella gracilis Balle ex Polhill & Wiens
- Oncella schliebeniana Balle ex Polhill & Wiens